# Waarnemingshorizon

Deeltje E neemt de gebeurtenis P nooit waar, omdat deze gebeurtenis buiten zijn waarnemingshorizon ligt (hier aangegeven in het geel).

Een waarnemingshorizon of gebeurtenissenhorizon is in de kosmologie de grens van waarachter informatie (in de vorm van materie of licht) een bepaald ander punt niet meer kan bereiken. Een waarnemingshorizon is relatief en kan zich voor verschillende waarnemers op verschillende plaatsen bevinden.

## Algemeen
Een waarnemingshorizon is niet altijd statisch. Als gevolg van de algemene snelheidslimiet die zegt dat niets zich sneller verplaatst dan het licht, onttrekken ook gebeurtenissen zich aan waarneming vanaf bepaalde plaatsen. Een zonne-uitbarsting zal zich pas na minimaal 8 minuten op Aarde openbaren, de waarnemingshorizon 'is' hier een bolschil die zich vanuit de gebeurtenis uitbreidt met de snelheid van het licht.
Een andere manier om een waarnemingshorizon te bekijken is het vervangen van een ruimtelijke as door de tijd-as. Wanneer we de z-as buiten beschouwing laten, zal de bolschil om de zonne-uitbarsting verworden tot een zich uitbreidende cirkel. Wanneer we nu de tijd-as als z-as gebruiken wordt deze cirkel een kegel, met de top bij de uitbarsting en zich uitbreidend in de 'richting' van de toekomst. Licht komend van de uitbarsting zal zich nu langs het kegeloppervlak bewegen. Alles wat langzamer dan licht reist bevindt zich binnen de kegel. Deze kegel is dus de waarnemingshorizon, niets van de uitbarsting zal waarneembaar zijn buiten deze kegel. Op het tijdstip van de uitbarsting zien we dat de aarde zich buiten de kegel bevindt, de aarde bevindt zich pas na ongeveer acht minuten binnen de kegel.

## Zwart gat
De waarnemingshorizon van een zwart gat is een met het zwarte gat concentrische bolschil, met een straal die de schwarzschildstraal genoemd wordt. Alles wat zich binnen deze waarnemingshorizon afspeelt onttrekt zich aan waarneming van buitenaf als gevolg van de extreme zwaartekracht. Stephen Hawking was van mening dat alle materie (en de informatie die deze bevat) die voorbij de waarnemingshorizon kwam voor altijd verloren was, maar heeft deze mening in 2004 herzien (zie ook hawkingstraling).

## Waarneembaar heelal
Het heelal dat wij om ons heen waarnemen heeft een waarnemingshorizon van circa 46,5 miljard lichtjaar. Dat wil dus zeggen dat wij nooit iets zullen kunnen waarnemen dat verder weg ligt dan deze afstand. Een algemene misvatting is, dat de waarnemingshorizon 14 miljard lichtjaar zou zijn omdat het heelal ongeveer 14 miljard jaar oud is, zodat het licht van de meest verweggelegen (theoretisch waarneembare) objecten in die tijd maximaal 14 miljard lichtjaar afgelegd kan hebben. Wat hierbij vergeten wordt, is dat het heelal niet statisch is, maar expandeert. De ruimte die een foton doorkruist, expandeert terwijl dat foton erdoorheen gaat, zodat de golflengte toeneemt en er roodverschuiving optreedt. Door de expansie van de ruimte die het foton doorkruist heeft, wordt de maximale afstand van theoretisch waarneembare objecten groter dan 14 miljard lichtjaar. Objecten die zich achter de kosmologische waarnemingshorizon van een waarnemer bevinden, bewegen zich van de waarnemer vandaan met een snelheid die hoger is dan de lichtsnelheid.

### Dynamiek van de uitdijing

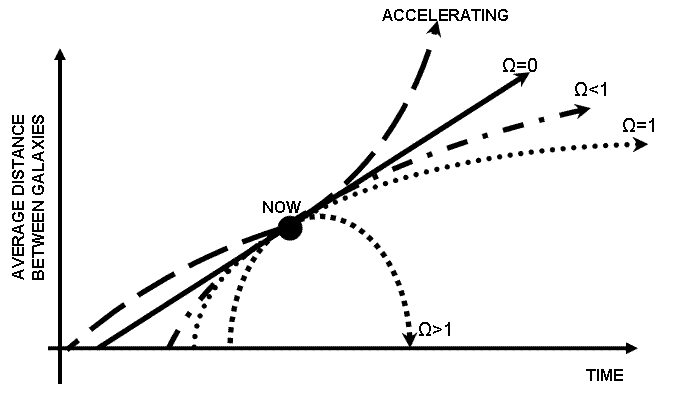
Grafische weergave van de mogelijkheden van de ontwikkeling en het uiteindelijk lot van het heelal.

De dynamiek van het uitdijende heelal heeft op langere termijn implicaties voor de afstand tot de waarnemingshorizon en het uiteindelijke lot van het heelal. De meest gangbare mogelijkheden zijn of de "Big Chill", de "Big Rip", "Big Crunch" en het vlakke heelal.
- De "Big Chill" neemt aan dat de uitdijing oneindig zal doorgaan, waardoor alle sterrenstelsels steeds verder van elkaar geraken en het heelal steeds verder afkoelt. Doordat de warmte zich over een steeds grotere ruimte zal moeten verspreiden, zullen gebeurtenissen in de buurt van de waarnemingshorizon door de toenemende roodverschuiving en dalende intensiteit, steeds moeilijker waarneembaar worden.
- De "Big Rip" is een variatie op de Big Chill, met de toevoeging van inflatie, die veronderstelt dat de snelheid van de uitdijing van het heelal steeds zal toenemen, waardoor niet alleen sterrenstelsels, maar uiteindelijk ook sterren, moleculen en atomen uit elkaar zullen worden getrokken. Op die manier zal alle materie zich dusdanig verspreiden dat er niets meer van enige omvang zal bestaan omdat alle materie en straling uiteindelijk achter de waarnemingshorizon verdwijnt.
- De "Big Crunch" neemt aan dat de dichtheid van het heelal hoog genoeg is om de uitdijing uiteindelijk te doen stoppen waarna het heelal ineen zal krimpen en de zichtbare objecten een steeds grotere blauwverschuiving laten zien. Uiteindelijk zal het heelal steeds heter worden en in een "eindkrak" ineenstorten.
- In het vlakke heelal is de uitdijende kracht even groot als de zwaartekracht zodat het heelal uiteindelijk zal stoppen met uitdijen. De straal van waarnemingshorizon zal dan sneller toenemen dan de straal van het heelal zodat een steeds groter deel van het statische heelal binnen de waarnemingshorizon komt te liggen. Daardoor zal de roodverschuiving van de zichtbare objecten afnemen en het aantal objecten binnen het waarneembare heelal zal toenemen.

De Einstein-vergelijking:
{\displaystyle R_{\mu \nu }-{\frac {1}{2}}R\,g_{\mu \nu }+\Lambda \,g_{\mu \nu }={8\pi G \over c^{4}}T_{\mu \nu }}
bevat echter een aantal open einden. De waarden van de gravitatieconstante G en de kosmologische constante Λ kunnen bijvoorbeeld moeilijk nauwkeurig bepaald worden. De vergelijking zou zelfs onvolledig kunnen zijn omdat de invloed van kwantumgravitatie en de mogelijke effecten van snaartheorieën onder de extreme omstandigheden tijdens een "eindkrak" of een Big Rip buiten beschouwing gelaten zijn. Daardoor zijn andere oplossingen mogelijk dan de vier hierboven genoemde.